# Karaelmacık, Köprübaşı
Karaelmacık là một xã thuộc huyện Köprübaşı, tỉnh Manisa, Thổ Nhĩ Kỳ. Dân số thời điểm năm 2011 là 168 người.